# Nildoh
Nildoh è una suddivisione dell'India, classificata come census town, di 15.375 abitanti, situata nel distretto di Nagpur, nello stato federato del Maharashtra. In base al numero di abitanti la città rientra nella classe IV (da 10.000 a 19.999 persone).

## Geografia fisica
La città è situata a 21° 06' 17 N e 78° 59' 10 E.

## Società

### Evoluzione demografica
Al censimento del 2001 la popolazione di Nildoh assommava a 15.375 persone, delle quali 8.598 maschi e 6.777 femmine. I bambini di età inferiore o uguale ai sei anni assommavano a 2.721, dei quali 1.400 maschi e 1.321 femmine. Infine, coloro che erano in grado di saper almeno leggere e scrivere erano 11.041, dei quali 6.696 maschi e 4.345 femmine.